# Pöllau
Pöllau je městys v rakouské spolkové zemi Štýrsko, v okrese Hartberg-Fürstenfeld.

## Počet obyvatel
K 1. lednu 2019 zde žilo 6 014 obyvatel.

## Hospodářství a infrastruktura
V Pöllau sídlí Sparkasse Pöllau.

### Doprava
Letiště Štýrský Hradec je vzdálené zhruba 60 km.
Pöllau není napojeno na železniční síť.